# Adrián Salzedo
Adrián Salzedo (6 de mayo de 1991, Torrejón de Ardoz) es un actor y músico español, miembro de una familia de cantantes y actores dedicados al musical, principalmente. 

## Biografía
Empezó a trabajar en teatro con 2 años en el ámbito de la Zarzuela y actualmente trabaja en el musical El médico
interpretando a Rob J. Cole. En 2016 protagonizó junto a Martina Stoessel y Jorge Blanco la película Tini: El gran cambio de Violetta en la que dio vida a Caio.

### Cine
| Año  | Obra                                           | Papel |
| ---- | ---------------------------------------------- | ----- |
| 2013 | Seve dir: Tom Hodgson. Produce: Fishcorb Films |       |
| 2016 | Tini: El gran cambio de Violetta               | Caio  |
| 2019 | Sergi & Irina (Cortometraje Musical)           | Sergi |

### Teatro
| Año       | Obra                                                                                                   | Papel            |      |
| --------- | --- | ---------------- | ---- |
| 1993-1998 | Agua, azucarillos y aguardiente, Gigantes y cabezudos, La rosa del azafrán y El barberillo de Lavapiés |                  |      |
| 1999-2001 | La bella y la bestia (Teatro Lope de Vega)                                                             | Chip             |      |
| 2003      | El Principito                                                                                          |                  |      |
| 2010      | Willy Fog                                                                                              |                  |      |
| 2014      | Aladín, un musical genial                                                                              | Aladín           |      |
| 2016-2018 | Dirty Dancing                                                                                          | Billy            |      |
| 2018      | El médico                                                                                              | Rob J. Cole      |      |
| 2019      | West Side Story                                                                                        | Tony             |      |
| 2022      | Malinche The Musical                                                                                   | Hernán Cortés    | Tony |
| 2024      | Sueños, el Musical Godspell, el musical                                                                | Don Bosco. Jesús |      |

### Televisión
| Año       | Serie                    | Papel           |
| --------- | ------------------------ | --------------- |
| 2004      | Cuéntame cómo pasó (TVE) | Papel episódico |
| 2010-2012 | Bandolera (Antena 3)     | Juan Pérez      |
| 2024      | Machos Alfa (Netflix)    | Álvaro          |